# 2-Méthylpentane-2,4-diol
Le 2-méthyl-2,4-pentanediol (MPD) est un composé organique de la famille des diols.

## Propriétés
Ses deux groupes hydroxy lui permettent une certaine solubilité dans l'eau, et sa partie carbonée lui permet d'être soluble dans les hydrocarbures, lui donnant des propriétés de tensioactif et de stabilisateur d'émulsion, tandis que sa viscosité peut être utilisée pour contrôler les propriétés d'écoulement des produits industriels, y compris les revêtements, les nettoyants, les solvants et des fluides hydrauliques.
Le 2-méthyl-2,4-pentanediol existe sous la forme de deux énantiomères, 4R(–) et 4S(+). Dans la Protein Data Bank, le code à trois lettres « MPD »  est utilisé pour désigner l'énantiomère (S)-(–) tandis que « MRD » est utilisé pour désigner l'énantiomère (R)-(+). Dans le commerce, les produits labellisés « MPD » sont souvent des racémiques, et il est parfois aussi vendu sous le nom d'« hexylène glycol ».

## Utilisation
Le MPD est notamment utilisé dans les revêtements industriels et comme intermédiaire chimique. Sa production totale en 2000 en Europe et aux États-Unis était de quinze mille tonnes.
En laboratoire, il est couramment utilisé pour faire précipiter et pour son action cryoprotectrice en cristallographie de la protéine.